# アビブ・ディアロ
アビブ・ムハマドゥ・ディアロ（Habibou Mouhamadou Diallo, 1995年6月18日 - ）は、セネガル・ティエス出身のサッカー選手。アル・シャバブ・リヤド所属。セネガル代表。ポジションはFW。

## 経歴
2015年の夏にFCメスのトップチームに昇格する。2017-18シーズンにスタッド・ブレスト29への期限付き移籍を経て、2018-19シーズンに復帰。リーグ・ドゥに降格していたメスで37試合に出場し、26得点を挙げて優勝に貢献した。リーグ・アン復帰後は開幕8試合で6得点を挙げるなどの好調を維持し、チェルシーFCなどが関心を示すが具体的なオファーはなかった。結果的に新型コロナウイルスの流行でリーグが中断したことにより、メスは15位でシーズンを終えた。
2020年10月5日、RCストラスブールと5年契約を結んだ。
2023年8月14日、ディアロはクラブ史上最高額の2000万ユーロでサウジ・プロリーグのクラブアル・シャバブに加入しました。  2024年8月26日、ディアロはサウジ・プロリーグのクラブダマクにローン移籍しました。

## タイトル

### クラブ
メス
- リーグ・ドゥ：2018-19

### 代表
セネガル代表
- アフリカネイションズカップ：2021